# Georgië op het Eurovisiesongfestival 2025
Georgië zal deelnemen aan het Eurovisiesongfestival 2025 in Bazel, Zwitserland. De Georgische publieke omroep koos ervoor om de kandidaat intern te selecteren. De keuze viel op zangeres Mariam Sjengelia met het nummer Freedom.

## Achtergrond
Georgië neemt in 2025 voor de zeventiende keer deel aan het Eurovisiesongfestival. De eerste deelname was in 2007. Het land bereikte tot op heden acht keer de finale. De hoogste noteringen werden behaald in 2010 en 2011, toen respectievelijk Sopho Nizjaradze met Shine en Eldrine met One More Day een negende plaats behaalden. Tijdens 2009 trok Georgië zich terug na controverse over het gekozen lied We Don't Wanna Put In, dat door de EBU werd geweigerd wegens politieke verwijzingen naar de Russische premier Vladimir Poetin. In 2024 bereikte Georgië voor het eerst sinds 2016 weer de finale met het nummer Firefighter van Noetsa Boezaladze, waarmee het land 21ste werd.

## Selectieprocedure
Op 2 september 2024 maakte GPB bekend te zullen deelnemen aan het Eurovisiesongfestival 2025. Net als in 2024 koos de omroep voor een interne selectie. Op 14 maart 2025 werd Mariam Sjengelia aangekondigd als de Georgische inzending met het nummer Freedom. Sjengelia was eerder te zien in het negende seizoen van de Georgische versie van Idool (Georgian Idol), waarin ze zesde werd. Het lied werd geschreven door Boeka Kartozia en Keti Gabisiani.

## In Bazel
Sjengelia behaalde met haar lied in de tweede halve finale op 15 mei 2025 niet voldoende punten voor de finale op 17 mei.

#### Punten gegeven door Georgië
| Score     | 2e halve finale |             | Finale     | Finale |
| Score     | Televoting      | Vakjury     | Televoting |        |
| 12 punten | Armenië         | Italië      | Armenië    |        |
| 10 punten | Israël          | Denemarken  | Oekraïne   |        |
| 8 punten  | Litouwen        | Letland     | Estland    |        |
| 7 punten  | Letland         | Nederland   | Israël     |        |
| 6 punten  | Oostenrijk      | Oekraïne    | Litouwen   |        |
| 5 punten  | Griekenland     | Griekenland | Oostenrijk |        |
| 4 punten  | Finland         | Zwitserland | Noorwegen  |        |
| 3 punten  | Tsjechië        | Armenië     | Albanië    |        |
| 2 punten  | Malta           | Duitsland   | Duitsland  |        |
| 1 punt    | Australië       | Israël      | Zweden     |        |

2007 · 2008 · 2009 · 2010 · 2011 · 2012 · 2013 · 2014 · 2015 · 2016 · 2017 · 2018 · 2019 · 2020 · 2021 · 2022 · 2023 · 2024 · 2025
Albanië · Armenië · Australië · Azerbeidzjan · België · Cyprus · Denemarken · Duitsland · Estland · Finland · Frankrijk · Georgië · Griekenland · Ierland · IJsland · Israël · Italië · Kroatië · Letland · Litouwen · Luxemburg · Malta · Montenegro · Nederland · Noorwegen · Oekraïne · Oostenrijk · Polen · Portugal · San Marino · Servië · Slovenië · Spanje · Tsjechië · Verenigd Koninkrijk · Zweden · Zwitserland